# أندرياس برينكمان
أندرياس برينكمان (بالألمانية: Andreas Brinkmann) (و. 1960 – م) هو لاعب كرة قدم، من ألمانيا.